# Stade Agustín-Sánchez
L'Estadio Agustín Sánchez est un stade de football situé à La Chorrera au Panama. Surnommé le Muquita Il accueille les rencontres à domicile du San Francisco FC et du Club Atletico Independiente de La Chorrera. Il accueille également des rencontres de l'équipe du Panama.

## Historique
Le stade est modernisé en 2009 par le gouvernement panaméen et l'institut national de sport (INDE) pour un coût de 1 997 192 balboas. Une surface en gazon artificiel est installée ainsi qu'un meilleur système d'éclairage, les vestiaires et les gradins sont refaits, et les dimensions du terrain sont augmentées, passant ainsi à 105 × 68 m. Le Muquita est certifié par une note d' 1 à 2 étoiles FIFA. Le stade peut accueillir 3040 personnes dans ses tribunes.
Le stade est inauguré le 27 mars 2009 par le président de la république Martín Torrijos. Pour le premier match dans son stade refait, San Francisco FC s'incline deux à un de  face à l'Atlético Veragüense (en). Le premier but du est inscrit par Victor Herrera du San Francisco FC.
Le stade a accueilli plusieurs rencontres de l'équipe du Panama. En juin 2001, le Panama et Trinité-et-Tobago se séparent sur un match nul zéro partout. Après sa rénovation, le Panama bat Haïti le 31 mars 2009 sur le score de quatre à zéro dont trois buts de l'attaquant Blas Pérez.
Retenu par les autorités panaméennes pour accueillir des rencontres du Championnat de la CONCACAF de football féminin des moins de 20 ans en 2012, le stade n'est finalement pas jugé apte pour recevoir la compétition à la suite d'une inspection. Il fait également partie des deux sites choisis pour l'organisation du Championnat CONCACAF des moins de 17 ans en 2013